# Hampton (Wiltshire)
Hampton – przysiółek w Anglii, w Wiltshire, w dystrykcie (unitary authority) Swindon. Leży 8,4 km od miasta Swindon, 62,1 km od miasta Salisbury i 115,1 km od Londynu. Hampton jest wspomniana w Domesday Book (1086) jako Hantone.